# Vicente Rao
Vicente Paulo Francisco Rao (São Paulo, 16 de junho de 1892 — São Paulo, 19 de janeiro de 1978) foi um advogado, jurista, professor e político brasileiro.

## Formação e carreira
Filho dos imigrantes italianos Nunziato Rao e Rachele Sicilia, casou-se com Ana Apodias. 
Formou-se em filosofia pela Faculdade de Filosofia, Ciências e Letras de São Paulo em 1911. Em 1912 formou-se em direito pela Faculdade de Direito da Universidade de São Paulo.
Começou no escritório de Estêvão de Almeida, pai do poeta Guilherme de Almeida e de Tácito de Almeida. Colaborou no Diário do Comércio, fazendo comentários jurídicos, assim como Plínio Barreto, até se tornar redator.

## Atuação e serviço público

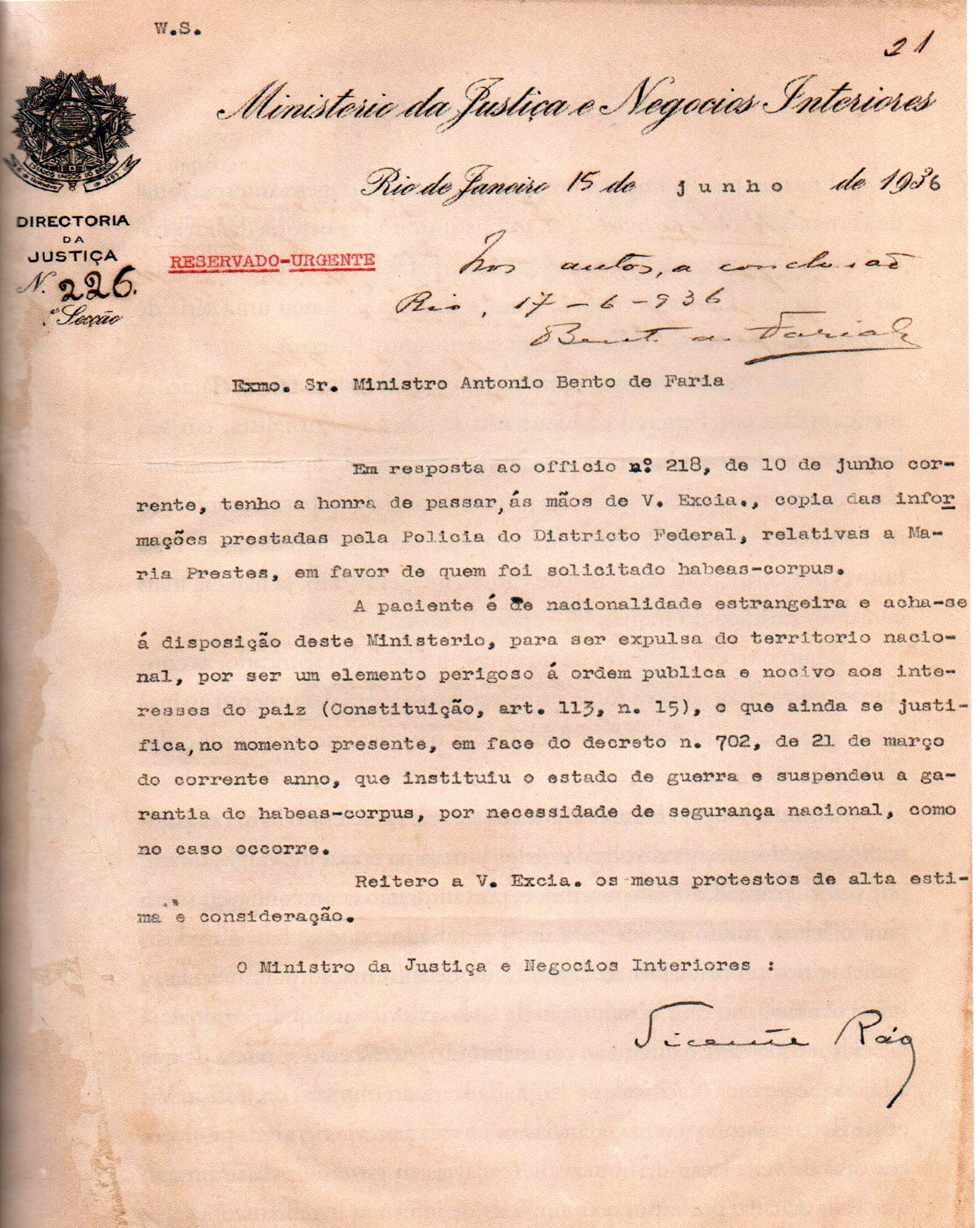
Parecer do Ministério da Justiça e Negócios Interiores, à época Rao como ministro, sobre o caso Olga Prestes.

Em 1926 participou da criação do Partido Democrático (PD) de São Paulo, organização descontente com o predomínio do Partido Republicano Paulista (PRP).
Partidário de Getúlio Vargas, com a vitória da Revolução de 1930, assumiu como chefe de polícia de São Paulo. 
O PD rompeu com Getúlio Vargas em janeiro de 1932 e formou, junto com o PRP, a Frente Única Paulista (FUP), reivindicando a Constituição do país e a restituição da autonomia a São Paulo. Em julho de 1932 ocorreu em São Paulo a Revolução Constitucionalista, organizado pela FUP. O movimento foi derrotado em outubro de 1932 e Vicente Rao foi exilado para a França.
Em 1934, de volta ao Brasil, fundou com Armando de Sales Oliveira o Partido Constitucionalista de São Paulo. Vicente Rao foi indicado para o Ministério da Justiça e Negócios Interiores do governo de Getúlio Vargas (1934-1937). Rao, em 1936, enquanto no cargo, foi quem assinou pessoalmente junto com Vargas a extradição da militante judia-alemã comunista Olga Benário, enquanto grávida, de volta para a Alemanha sob o regime Nacional-Socialista. Olga foi executada pelos nazistas em uma câmara de gás no campo de concentração de Bernburg em 23 de abril de 1942.
Em 1934 Vicente Rao participou da fundação da Universidade de São Paulo (USP), tornando-se professor da Faculdade de Direito do Largo de São Francisco. 
Vicente Rao elaborou a Lei de Segurança Nacional de 1935 que estabeleceu sanções para jornais e emissoras de rádio subversivos, além de permitir a cassação de patentes de oficiais das forças armadas. Foi também o responsável pelo fechamento da Aliança Nacional Libertadora (ANL), alegando o caráter comunista da organização.
Em janeiro de 1936, Vicente Rao criou a Comissão Nacional de Repressão ao Comunismo. Em fevereiro, a comissão requereu a prisão de Pedro Ernesto Batista, então prefeito do Distrito Federal, do coronel Filipe Moreira Lima, do jornalista Maurício de Lacerda e do educador Anísio Teixeira, entre outros. 
Rao saiu do ministério em janeiro de 1937. Continuou suas atividades como advogado e professor da USP. Com o Estado Novo, em 10 de novembro de 1937, sofreu perseguições políticas. Foi demitido da Faculdade de Direito, por ter manifestado contra o novo regime. 
Vicente Rao retornou à vida pública em 1953 no segundo governo Getúlio Vargas assumindo o Ministério das Relações Exteriores. Como ministro, promoveu o reconhecimento da Organização dos Estados Americanos para a solução dos conflitos surgidos na América Latina. Deixou o ministério após a morte de Getúlio Vargas em 24 de agosto de 1954.
Em sua homenagem, foi denominada em São Paulo a avenida Professor Vicente Rao no bairro do Brooklin Velho.